# L'insolito ignoto - Vita acrobatica di Tiberio Murgia
L'insolito ignoto - Vita acrobatica di Tiberio Murgia è un documentario italiano del 2012 diretto da Sergio Naitza.

## Trama
Ritratto di un attore sardo di nascita ma siciliano in versione stereotipo, per adozione cinematografica. "Inventato" da Monicelli, diventa maschera della commedia italiana.  Attore per caso, salvato e illuso dal cinema e dal boom economico degli anni Sessanta.

## Festival e Riconoscimenti
- Festival internazionale del film di Roma 2012: Prospettive Italia
- Nastri d'argento 2013: candidatura al miglior documentario sul cinema